# Stefan Gołębiowski
Stefan Gołębiowski, ps. Jan Smutek (ur. 25 listopada 1900 w Bieżuniu, zm. 13 czerwca 1991 tamże) – polski poeta, działacz społeczny, poseł na Sejm PRL II i III kadencji.

## Życiorys

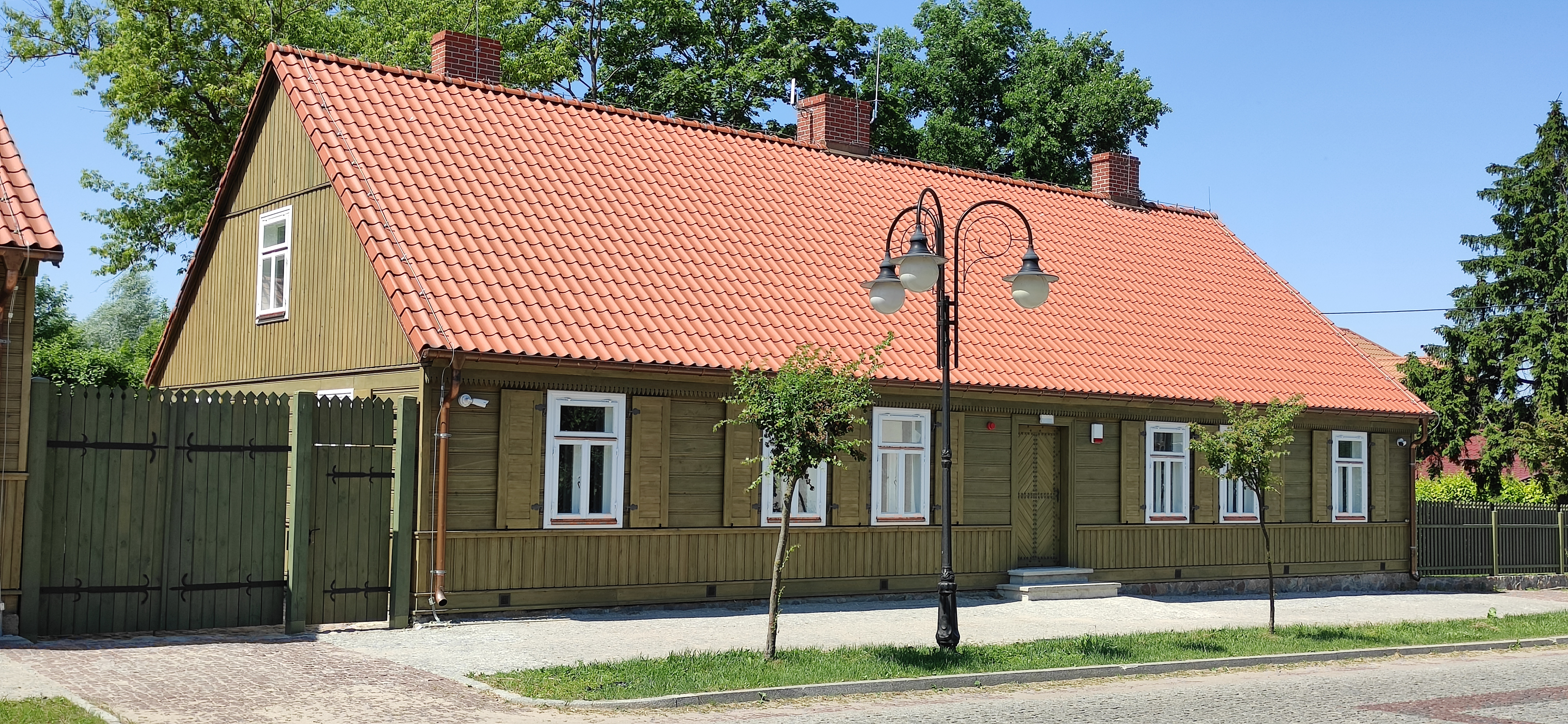
Dom Stefana Gołębiowskiego w Bieżuniu

Pracował jako nauczyciel w gimnazjum koedukacyjnym (1925–1939) i niższym seminarium zakonnym pasjonistów w Przasnyszu. Organizował tajne nauczanie w Bieżuniu w latach 1939–1945. Po zakończeniu wojny był nauczycielem i dyrektoren Liceum Ogólnokształcące im. Władysława Orkana w Bieżuniu(1945–1965).
Pełnił mandat radnego Gromadzkiej Rady Narodowej w Bieżuniu (od 1947), następnie Wojewódzkiej Rady Narodowej w Warszawie (1955–1961). W latach 1957–1965 pełnił mandat posła na Sejm PRL II i III kadencji z okręgu Ciechanów, zasiadał w Komisji Kultury i Sztuki (II kadencja) oraz Komisji Komunikacji i Łączności (kadencje II i III). Prowadził aktywną działalność społeczną (budowa dróg, regulacja rzeki Wkry, organizowanie placówek oświaty, kultury i służby zdrowia). Należał do Związku Literatów Polskich (od 1953), był członkiem honorowym Towarzystwa Naukowego Płockiego i Mazowieckiego Towarzystwa Kultury. Podarował społeczeństwu Bieżunia swój dom z wyposażeniem i ogrodem (dziś ekspozycja Muzeum Małego Miasta w Bieżuniu - oddział Muzeum Wsi Mazowieckiej w Sierpcu) oraz bogaty księgozbiór. 
Został pochowany na cmentarzu w Bieżuniu.

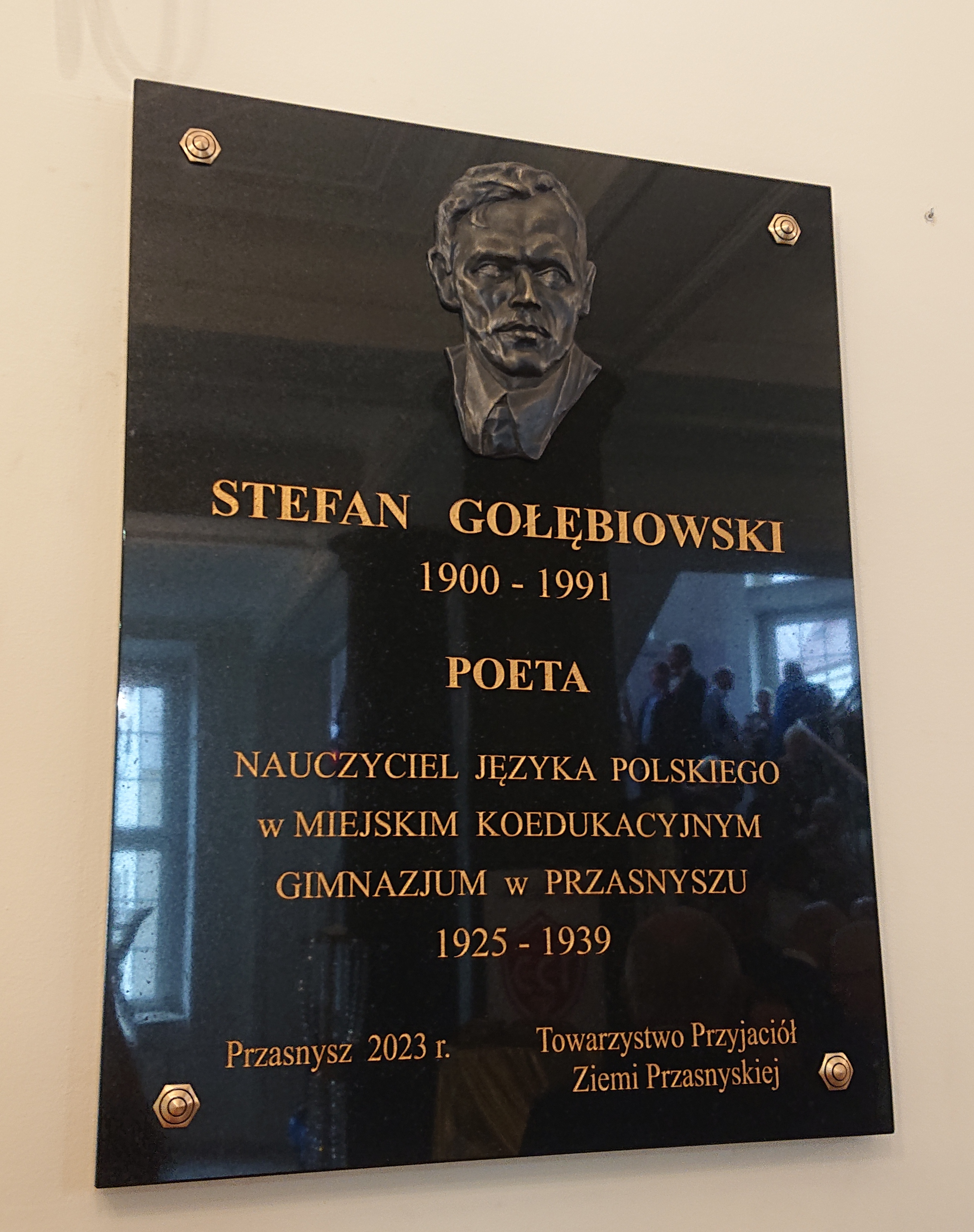
Tablica w Liceum Ogólnokształcącym im. Komisji Edukacji Narodowej w Przasnyszu

## Zbiory wierszy
Kłos słońca (1937), Trud (1953), Gwiazdy kwitną (1956), Ziarno życia (1960),Zamysły (1963), Alter ego (1964), Owoc światła (1965), Obraz głosu (1967), Bez opamiętania (1969), Do dnia białego (1971), Małe poematy (1973), Wilgotna gwiazda (1974), Utwory poetyckie (1975), Poezje wybrane (1976), Do Ariadny (1979), Powołanie (1979), Sierpienie (1979), Na odwiecznym wzgórzu (1980), Do nieznajomej (1981), Fraszki na wety (1982), Daję słowo (1985), Drzewieniec (1986); tom prozy Stworzenie (1972); tłumacz i edytor utworów Horacego: Wiersze wybrane (1971), Pieśni (1973), Dzieła, t. 1–2 (1980), Dzieła (1986).

## Nagrody i odznaczenia
Nagroda Wojewódzkiej Rady Narodowej w Warszawie (1960), nagroda Ministra Kultury i Sztuki (1973), Nagroda Honorowa Warmii i Mazur (1980), nagroda Trybuny Ludu (1979), nagroda im. Józefa Chałasińskiego Tygodnika Kulturalnego (1982), Krzyż Oficerski (1959) i Krzyż Komandorski z Gwiazdą (1985) Orderu Odrodzenia Polski, Order Sztandaru Pracy II (1974) i I klasy (1980), Odznaka tytułu honorowego „Zasłużony Nauczyciel Polskiej Rzeczypospolitej Ludowej” (1963).

## Upamiętnienie
W 2023 z okazji stulecia Liceum Ogólnoształcącego im. KEN w Przasnyszu, w którym Gołębiowski pracował, odsłonięto tablicę go upamiętniającą.